# Anica Žemlja
Anica Omejc Žemlja , slovenska pisateljica in pesnica, * 7. november 1875, Ljubljana, † 12. januar 1922, Ljubljana.

## Življenje
Oče Fran s Poljanske ceste je bil nižji poštni uradnik, mati Tereza pa gostilničarka na Karlovški cesti 32 v Ljubljani. Najverjetneje si je osnovno izobrazbo pridobila v Ljubljani, a zagotovo ne pri uršulinkah, pa tudi za učiteljico se ni izučila, čeprav je bila to njena velika želja.  Njeni dnevniki in korespondenca so ohranjeni od leta 1903, kar je uspelo pisatelju in novinarju Jožetu Hudečku rešiti izpod porušene hiše na Karlovški cesti 32.
Po vsej verjetnosti je začela pisati dnevnik pri 28-ih letih, ko je že poznala bodočega moža Franca Žemljo. Kot prvi sin številne družine bi moral iti za duhovnika, a si je po nekaj letih študija premislil, ker je spoznal Anico, in se zaposlil kot železniški uradnik. Njun zakon je bil harmoničen, otrok nista imela. Med leti 1907 in 1915 sta živela v Volčji Dragi, kjer se je počutila sprejeta, v tem času je bila ustvarjalno na višku svojih moči. Veliko sta potovala (Dalmacija, Italija- Palmanova, Benetke, Tirolska, Bavarska, Praga, Poljska), o čemer je pisala v potopisih. Izobraževala se je z branjem slovenskih, hrvaških, čeških in nemških avtorjev, igrala klavir in se ukvarjala s filatelijo. A kaos in nesmisel vojne je dosegel tudi njiju. Ona se je preselila na Bled, mož pa je bil kot železniški nadzornik in kasneje tudi svetnik Ljubljanskih železnic nenehno na poti, tako da sta do njene prezgodnje smrti živela ločeno. Leta 1916 se je preselila k materi v Ljubljano, nostalgično je hrepenela po Goriški in v svoji osamljenosti začela počasi duševno toniti. Življenjska monotonost in materina smrt sta povzročili, da je močno opešala in komaj pri 47-ih letih umrla za benignim tumorjem maternice. Skupaj z možem in njegovo drugo ženo je pokopana je na Plečnikovih Žalah. Prijateljevala je s pravljičarko Leo Fatur, pesnico Vido Jeraj, pisateljico Ljudmilo Prunk - Utvo, kiparjem Alojzijem Ganglom, duhovnikom Jožetom Abramom, ohranjeni so tudi prepisi pisem, ki jih je pisala Zofki Kveder, Izidorju Cankarju, Jožetu Debevcu.

## Delo
Od leta 1898 do leta 1903 je v Domu in svetu pod psevdonimom Mira objavila 14 pesmi, v Slovenki iz Trsta leta 1899 z imenom Mokriška 12 pesmi, v Domačem prijatelju iz Prage od leta 1904 do leta 1911 kot Anica Omejčeva dvajset ugank, palindromov, logografov in silhueto Ob slavčevih glasih pod psevdonimom Mira Mokriška, pesem Prijateljici pa z imenom Goričanka. V koledarju Mohorjeve družbe ji od leta 1900 do leta 1918 objavijo nekaj proznih del, Mohorjeva družba iz Celovca pa leta 1900 Drobne povesti, njenih je deset, leta 1913 pa secesijske Pravljice skupaj z Utvo. Za časa svojega življenja ni izdala nobene pesniške zbirke, v rokopisni zapuščini jih je čez 500. 
Njena prva pesniška objava v Domu in svetu, pesem Jesen, je požela ugodne kritike, »vaše srce je čuteče, misli pa so trezne. In to je nekaj, to je veliko.«
Pod svoje okrilje jo je vzel tudi časopis Slovenka, ki je nudil oporo pri urjenju sloga in vzpostavljanju ženske in pesniške identitete. Njene pesmi, ki so ostale formalno in slogovno tradicionalne, so osebne izpovedi srečne ljubezni in hrepenenja, življenjske minljivosti in slutnje smrti. Posebno doživete so ljubezenske pesmi avtobiografskega značaja (Cikel dekličje ljubezni), v katerih opisuje ljubezen kot mlado in večno; sreča je zorna, zlata, radost pa plemenita in blaga.  
Mokriška je pisala tudi prozo, predvsem bajke, pripovedke in pravljice, ki jih je kot pretanjena opazovalka narave povezala z domišljijo in tako prispevala k bogatenju otroške literature. Objavila je le šest besedil, v rokopisni zapuščini pa jih preštejemo kar 118. V bajkah, ki izhajajo iz ljudskega izročila ali temeljijo na pripovedni domišljiji iz sveta cvetlic in živali, predaja mladim bralcem univerzalno miselnost, ki temelji na tradicionalnih vrednotah prijateljstva, skrbi za sočloveka, družine, hvaležnosti, ljubezni, poudarja pa tudi realnost želja in zavedanje zemeljske minljivosti.   
Njen slog je visoko estetiziran, doživet, pretanjen, liričen, subjektiven in zaradi tega prepoznaven. Skupaj z Ljudmilo Prunk – Utvo sta tako ustvarili nov tip slovenske literarne pravljice, ki bi jo lahko poimenovali secesijska pravljica in je bil v sozvočju s sodobnimi evropskimi trendi in s premiki v slovenskem pripovednem modelu v smislu cankarjanske lirizacije proze.
V pismu Lei Fatur leta 1919 napove konec svojega uveljavljanja v literarnih krogih, sama sebe razglasi za »prezirano in odslovljeno«, ponudi se ji, da bi postala urednica Slovenke, vendar je vabilo odklonila. 
Njena rokopisna zapuščina (med leti 1903 in 1921) obsega dvajset zvezkov: 
- pisma v desetih zvezkih (od l. 1903 do l. 1921);
- dva zvezka mladinske proze;
- dva zvezka potopisov;
- tri zvezke pesmi in kratke proze;
- cikel pesmi in uganke;
- zvezek pesmi, dramatike in proze;
- zvezek nemških Stimmungsbilderen (12 žanrskih slik).